# 兵种色

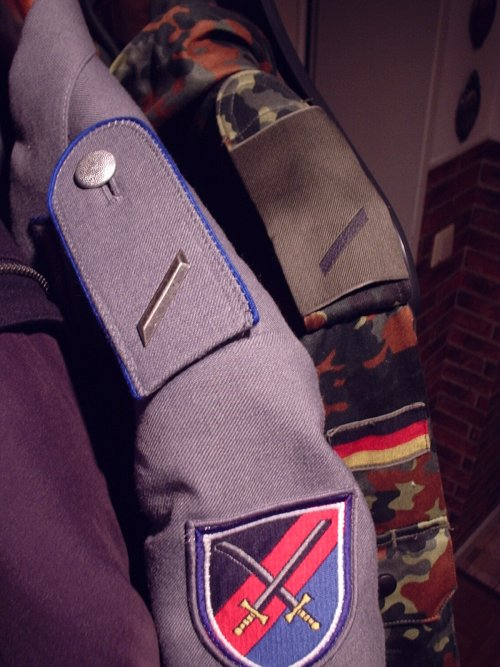
军服上带有蓝边的肩带表明其该名军人服役于后勤单位。需注意后面迷彩服上的肩章并没有蓝色边饰。（德国联邦国防军）

在德国武装部队中，兵种色（德语：Waffenfarbe）是一种区分军队中不同兵种与部队职能的方式。兵种色可能出现在领章、肩章边饰以及（对于士兵）衣领及船型帽的边饰上。（对于后者，士官颜色为暗金色，军官为银色，将官为金色。）